# طارق التلمسانی
طارق التلمسانی (عربی: طارق التلمساني؛ زادهٔ ۲۲ آوریل ۱۹۵۰) فیلم‌بردار، و هنرپیشه اهل مصر است. اویکی از مشهورترین فیلم‌برداران در مصر، خاورمیانه و آفریقا است که فعالیت حرفه‌ای خود را از سال ۱۹۸۰ آغاز کرده‌است.